# Prodromus subflavus
Prodromus subflavus – gatunek pluskwiaka różnoskrzydłego z rodziny tasznikowatych.

## Taksonomia
Gatunek ten opisany został w 1904 roku przez Williama Lucasa Distanta, który jako lokalizację typową wskazał Peradeniję.

## Opis
Ciało samca długości 4,78 mm, a samicy 4,65 mm. Według Distanta głowa, przedplecze, tarczka i spód ciała jasnoochrowe; przykrywka, odnóża i czułki jasnosłomkowe; wierzchołek drugiego segmentu czułków czarny, a zakrywka jasna i przezroczysta. Według Basnagali i innych ciało jasnożółtawo-zielone z czarnymi oczami. Pierwszy segment czułków długości głowy. Oczy wyłupiaste, niesięgające przedniej krawędzi kołnierza. Przedplecze z wyjątkiem przodu kołnierza grubo punktowane. Międzykrywka i tarczka punktowane.

## Rozprzestrzenienie
Gatunek ten jest endemitem Sri Lanki, znanym wyłącznie z dystryktu Kandy.